# Hans Erich Nossack
Hans Erich Nossack (30 de enero de 1901, Hamburgo - 2 de noviembre de 1977, Hamburgo) fue un escritor alemán.

## Obra
- Gedichte (1947)
- Nekyia. Bericht eines Überlebenden (1947)
- Interview mit dem Tode (1948)
- Spätestens im November (1955)
- Die Hauptprobe. Eine tragödienhafte Burleske mit zwei Pausen (1956)
- Spirale. Roman einer schlaflosen Nacht (1956) – enthält u.a. Unmögliche Beweisaufnahme
- Begegnung im Vorraum (1958)
- Der jüngere Bruder (1958), Roman
- Nach dem letzten Aufstand. Ein Bericht (1961)
- Ein Sonderfall (1963),
- Das Testament des Lucius Eurinus (1963)
- Das kennt man (1964), Erzählung
- Sechs Etüden (1964), E
- Die schwache Position der Literatur (1966)
- Der Fall d'Arthez (1968), Roman
- Dem unbekannten Sieger (1969), Roman
- Pseudoautobiographische Glossen (1971)
- Die gestohlene Melodie (1972), Roman
- Bereitschaftsdienst. Bericht über die Epidemie (1973)
- Um es kurz zu machen. Miniaturen (1975)
- Ein glücklicher Mensch (1975), Roman
- Die Tagebücher 1943-1977 (Hrsg. Gabriele Söhling) (1997)
- Geben Sie bald wieder ein Lebenszeichen.

## Distinciones
- 1957: Ehrengabe des Kulturkreises im Bundesverband der Deutschen Industrie
- 1961: Premio Georg Büchner
- 1963: Wilhelm-Raabe-Preis
- 1973: Pour le mérite für Wissenschaften und Künste
- 1973: Alexander-Zinn-Preis
- 1974: Bundesverdienstkreuz